# 舍隆河
舍隆河是俄羅斯的河流，位於普斯科夫州和諾夫哥羅德州，河道全長248公里，流域面域9,710平方公里，最終注入伊爾門湖，河畔城鎮有波爾霍夫和索利齊。
58°12′52″N 30°46′58″E / 58.21444°N 30.78278°E